# 阿尔萨斯大运河
阿尔萨斯大运河（法語：Grand Canal d'Alsace，法語發音：[ɡʁɑ̃ kanal dalzas]），德语称莱茵河旁侧运河（德語：Rheinseitenkanal，德語發音：[ˈʁaɪ̯nˌzaɪ̯tn̩kaˈnaːl]），是法国东部的一条运河，位于凯姆斯与福格尔格林之间，长50千米。巴塞尔与斯特拉斯堡之间每年有超过30000艘船只在大运河航行。
运河始建于1932年，竣工于于1959年。该运河分流了这一带莱茵河河床的大部分湍急水流，此前船只几乎完全无法通航。 
大运河在凯姆斯、奥特马赛姆、费瑟奈姆和福格尔格林进行水力发电，为法国工业化程度最高的地区之一乃至德国提供电力。此外，费瑟奈姆核电站全年由大运河供给足够的水，从而无需冷却塔。 